# Ratpenat billistat canós
El ratpenat billistat (Saccopteryx canescens) canós es troba a Sud-amèrica, concretament a Bolívia, el Brasil, Colòmbia, l'Equador, la Guaiana Francesa, Guaiana, el Perú, Surinam i Veneçuela.